# Wilhelm Lehmkuhl
Wilhelm Lehmkuhl (* 5. März 1897; † 2. September 1952 in Bremen) war ein Bremer Politiker (SPD) und Mitglied der Bremischen Bürgerschaft.  

## Biografie
Lehmkuhl war als Schlosser in Bremen tätig.
Er war Mitglied der SPD.
Vom November 1946 bis 1947 war er Mitglied der ersten gewählten Bremischen Bürgerschaft und in Deputationen der Bürgerschaft tätig. 